# Josep Vallès i Guilamany
Josep Vallès i Guilamany (Sant Martí Sarroca, Alt Penedès, 1846 - 1908) va ésser un hisendat i constructor d'obres públiques que, inicialment, es dedicà a l'explotació de les seues terres, però que des de molt jove se sentí atret per la política des d'unes opcions conservadores.
Va ocupar la batllia de la seua vila nadiua (1877-1879) i va esdevindre constructor de carreteres.
Signà el Missatge a la Reina Regent (1888) i fou elegit delegat, procedent de Font-rubí o Sant Martí Sarroca, a les Assemblees de la Unió Catalanista celebrades a Manresa (1892), Terrassa (1901) i Barcelona (1904).